# Geografia di San Benedetto del Tronto

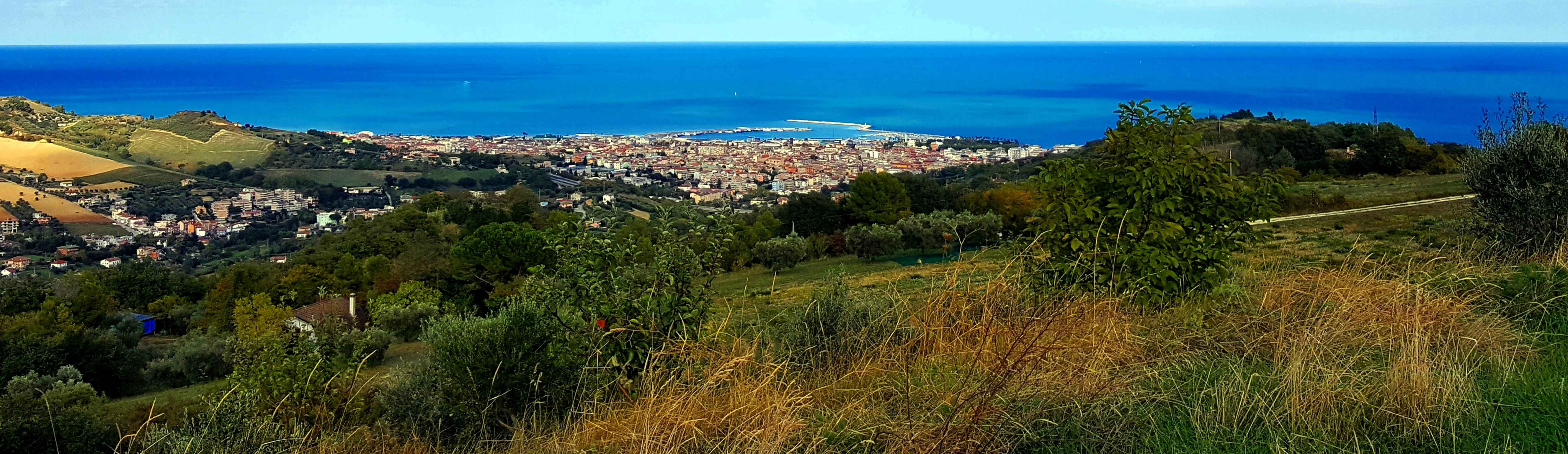
Panorama sul mare Adriatico, dalla valle dell'Albula fino alla parte settentrionale della città di San Benedetto del Tronto, scattata da contrada Baratelli (283 m s.l.m.)

San Benedetto del Tronto sorge sulle rive del mare Adriatico, nel tratto di costa marchigiana denominata Riviera delle Palme, a 4 metri di altitudine s.l.m., e si sviluppa sul versante nord (versante marchigiano) della foce del Tronto, occupandone tutta la parte terminale, della sua vallata. L'abitato originario si sviluppò su un modesto rilievo a poca distanza dal mare, dove vi è l'antico nucleo urbano denominato "Paese Alto", ai piedi del quale si sviluppa, lungo il corso del torrente Albula, l'abitato della parte più recente denominata la "Marina". Con la forte espansione urbanistica, avutasi fra gli anni sessanta e settanta, ha avuto un incremento dell'area urbana estesa tra Grottammare e il fiume Tronto.

## Geografia fisica

### Posizione
È il comune litoraneo più meridionale delle Marche. I limiti amministrativi territoriali coincidono a Sud con il tracciato del fiume Tronto e Martinsicuro, ad Est con il mare Adriatico, a Nord con il comune di Grottammare e ad Ovest con i comuni di Ripatransone, Acquaviva Picena e Monteprandone.I confini naturali a sud (fiume Tronto) e a est (mare Adriatico) sono ben definiti mentre a nord e a ovest non sono altrettanto identificabili.

### Territorio
San Benedetto del Tronto è una cittadina altamente urbanizzata,e l'elevata espansione urbana nel territorio stretto tra mare e collina non permette una lettura facile dei limiti dell'abitato. Il territorio comunale si sviluppa in poco più di 25 km² e ha conformazione di collina litoranea, con un livello di altitudine compreso fra 0 e 283 m s.l.m. in contrada Barattelli, si estende per 9,3 km lungo la costa del Medio Adriatico. È il comune più popoloso della Provincia di Ascoli Piceno, con maggiore densità di popolazione (1850 ab./km²) e consumo di suolo (37,68%) della regione Marche.

### Costa

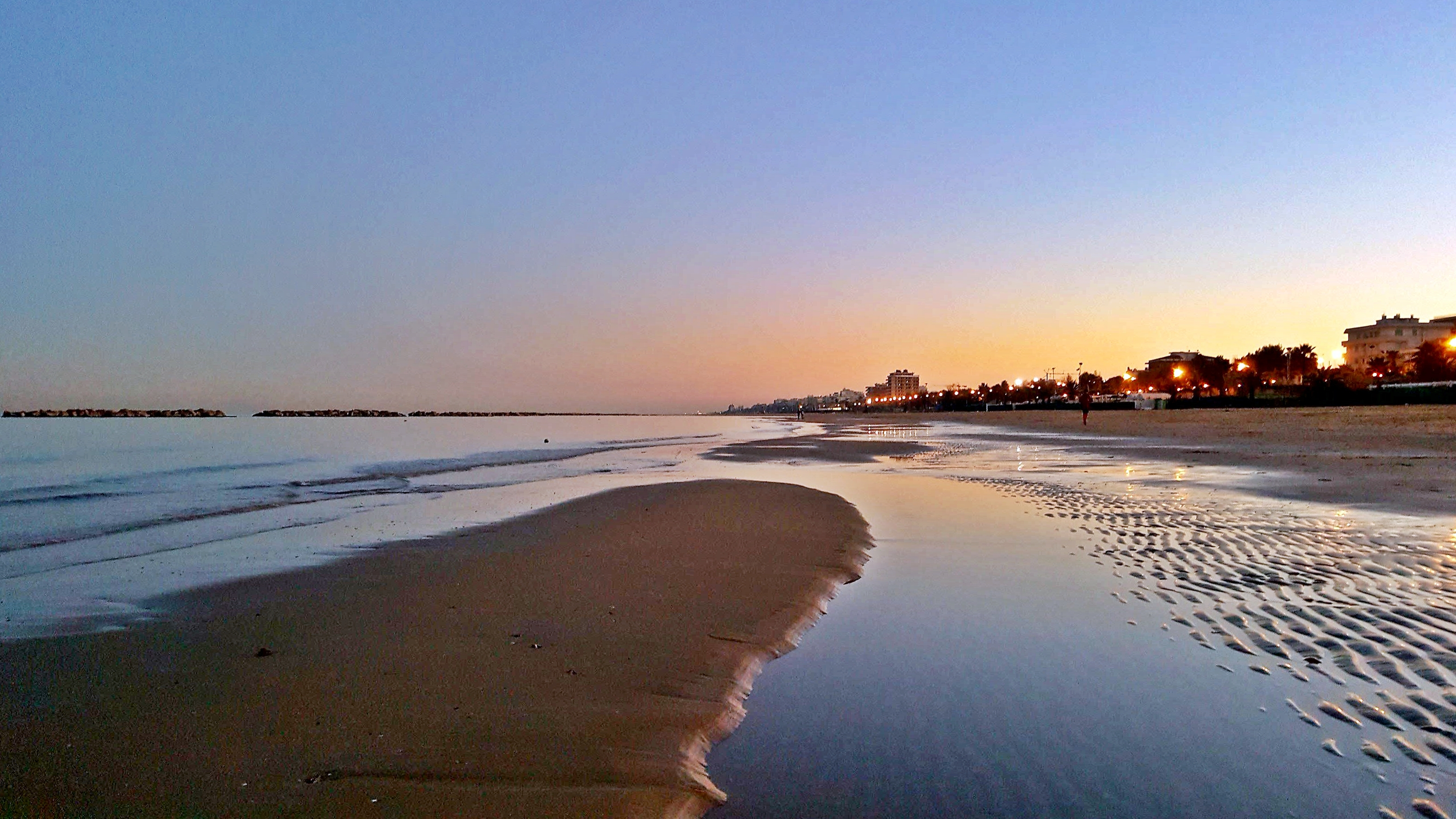
La spiaggia di San Benedetto del Tronto in un tramonto autunnale

La costa è bassa e sabbiosa: lunga circa 9,3 km e larga fino ad un massimo di 150 m, interrotta, ad eccezione dell’area portuale, soltanto dalle foci dei corsi d'acqua, soprattutto nei periodi di piogge abbondanti, e digradante molto lentamente verso il mare. La fascia costiera è rilevabile un fitto insediamento di stabilimenti balneari e ricettivo-turistici, nonché la presenza di barriere frangiflutto che si sviluppano in serie e con continuità fino al limite comunale. La spiaggia si estende senza soluzione di continuità a sud del Porto sino alla foce del fiume Tronto e, nel breve tratto settentrionale, circa 400 metri, si salda con la spiaggia di Grottammare.
Nel 2020 Legambiente ha stilato una classifica dei primi dieci Comuni costieri con la maggiore occupazione di spiagge in concessione. Il comune di San Benedetto del Tronto, che ha un litorale di 9,3 km, per aver occupato l’87% della costa con 116 stabilimenti balneari risulta essere fra i primi dieci con maggiore occupazione in Italia, e detiene la percentuale più alta della regione Marche.

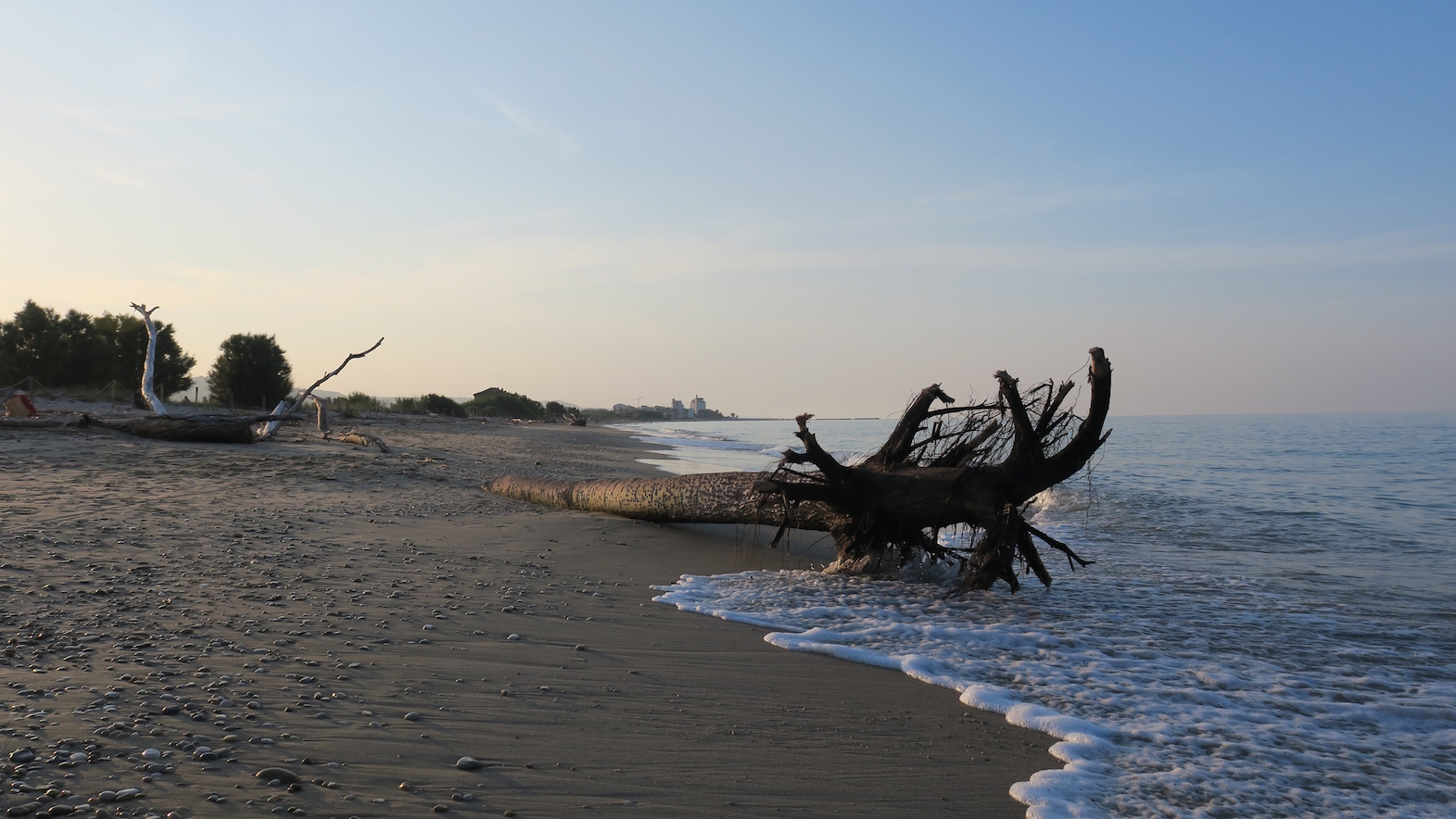
Tratto di spiaggia all'interno della Sentina

Nella parte meridionale la spiaggia si sviluppa per circa 1,7 km nell'area naturale protetta della Sentina.

### Altitudine

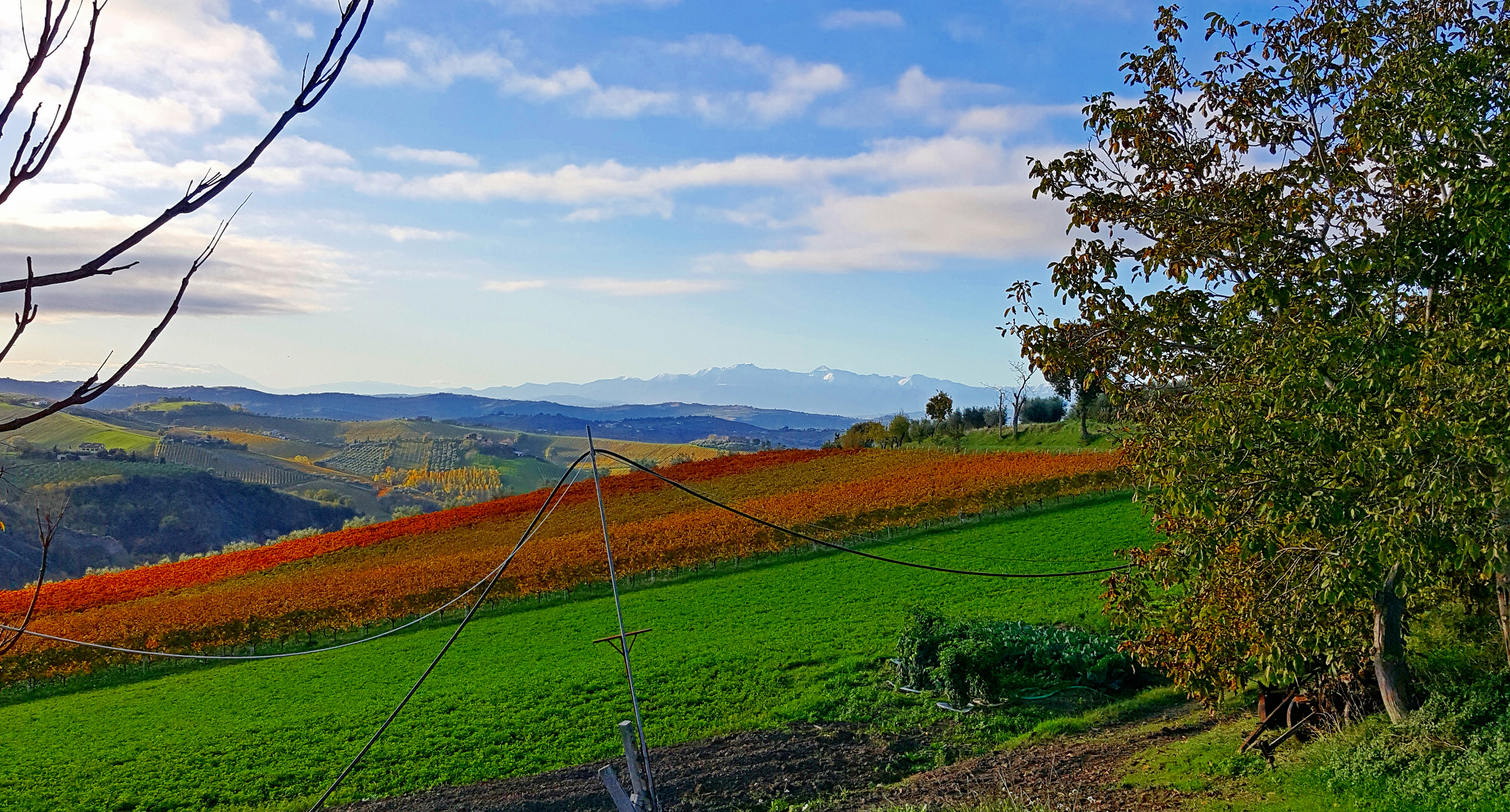
La campagna nell'immediato entroterra sambenedettese

Il territorio comunale varia da un'altitudine minima di 4 ad una massima di 283, metri s.l.m..

### Contrade
Da nord verso sud:
- Contrada Baratelli  (283 m s.l.m.) — punto più alto comunale, posto a circa 3,5 km dalla costa, segna il confine comunale con Acquaviva Picena.
- Contrada Santa Lucia  (211 m s.l.m.) — denominta come l'omonimo quartiere. Sorge poco fuori il centro abitato di San Benedetto del Tronto ad una altitudine di 120 m s.l.m. per superare poi i 200 m s.l.m..
- Contrada monte Aquilino  (140 m s.l.m.) — è situata sulla sommità della sponda sinistra del torrente Ragnola.

### Monti
Da nord verso sud:
- Monte di "Bruciccio" (128 m s.l.m.) — tragicamente conosciuto in città per la morte di quattro bambini, che il primo aprile del 1949 recuperarono materiale bellico in una grotta del monte, che scambiarono per pezzi di ferro da poter rivendere.[12]
- Monte della Croce (137 m s.l.m.)  —  è un modesto rilievo, già Monte Sereno, uno dei punti più panoramici della città, dalla sommità si ha una vista che va da Cupra Marittima a Martinsicuro. Nel 1901, è stata collocata una grossa croce che sovrasta la città.[13][14]
- Monte Renzo (165 m s.l.m.)  — Situato nel quartiere Ragnola.
- Monte Cretaccio (182 m s.l.m.)  —  situato nella zona sud della città, luogo dove si svolse gran parte della storia medievale della città, e della rivalità tra le città di Ascoli Piceno e Fermo. Sulla sommità ci sono i ruderi delle torri che costituivano il Castello di Monte Cretaccio.[15]

## Corsi d'acqua

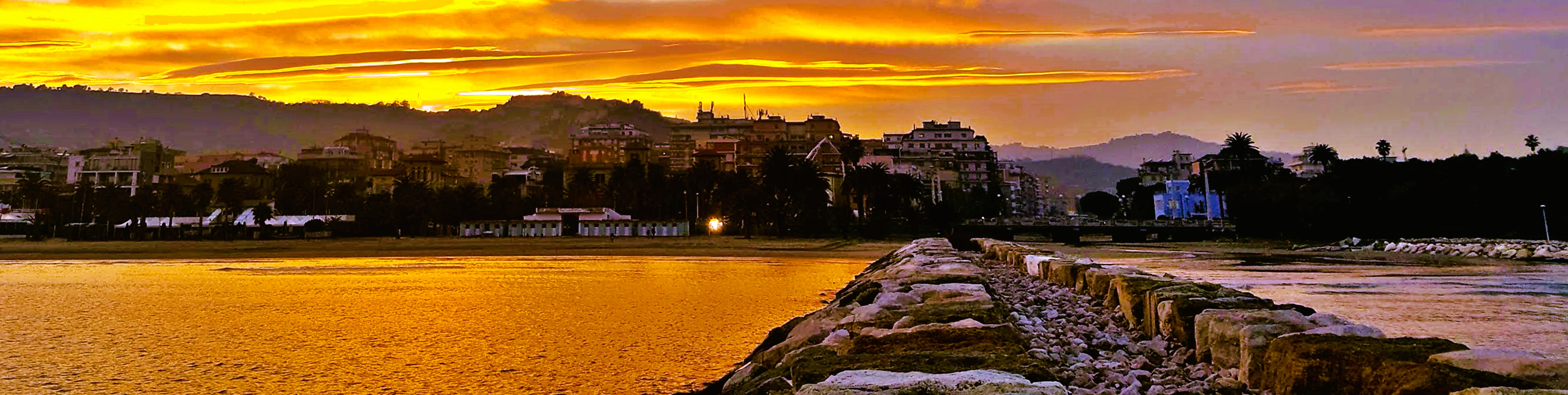
Foce dell'Albula (sulla destra)

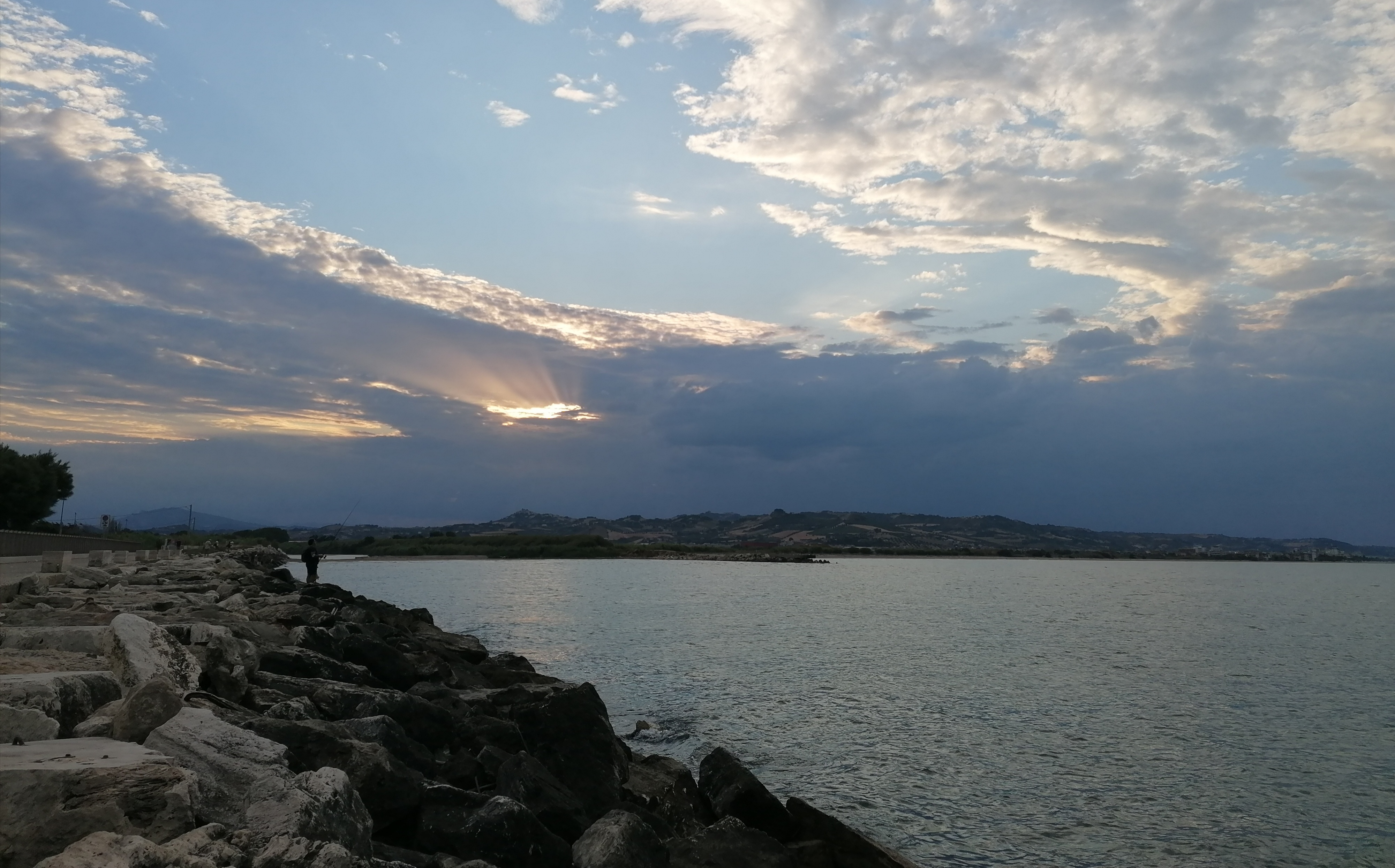
Foce del Tronto dal molo di Martinsicuro (TE)

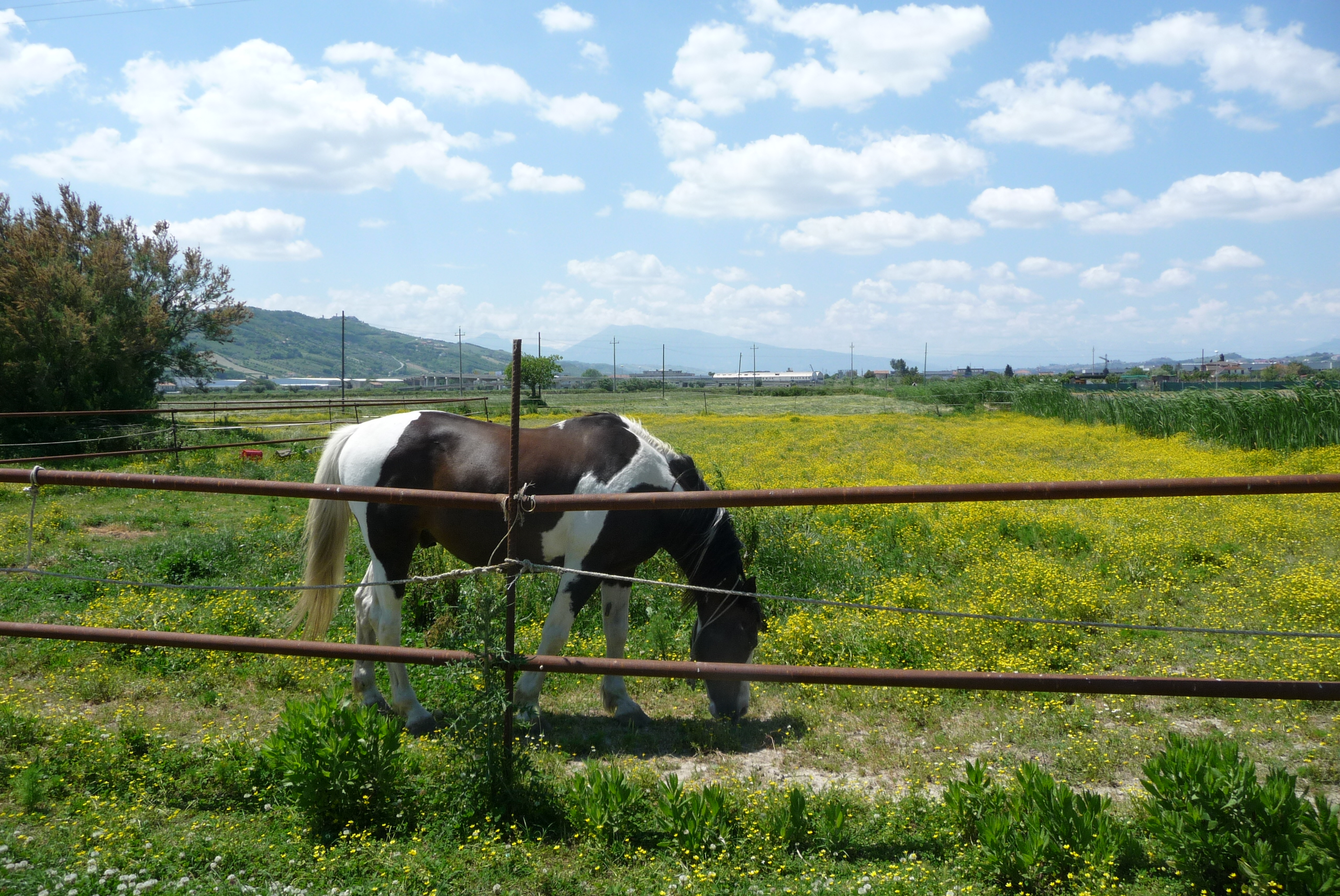
Scorcio della Sentina

I tre maggiori corsi d'acqua che attraversano la città sono notoriamente il Tronto, l'Albula e il Ragnola.

### Fiumi e torrenti
I corsi d'acqua più rilevanti sono i seguenti:
- Fiume Tronto
- Torrente Albula
- Torrente delle Fornaci
- Torrente Ragnola
- Torrente Acquachiara

## Aree naturali
- Sentina - Situata a nord della foce del fiume Tronto, è un'area di 200 ettari nella quale sono presenti solo pochissimi edifici rurali e che, nonostante qualche zona coltivata e nonostante i tentativi di bonifica integrali effettuati nel passato, presenta una zona umida di grandissima importanza a livello biologico e aviofaunistico.[16][17][18]

## Clima

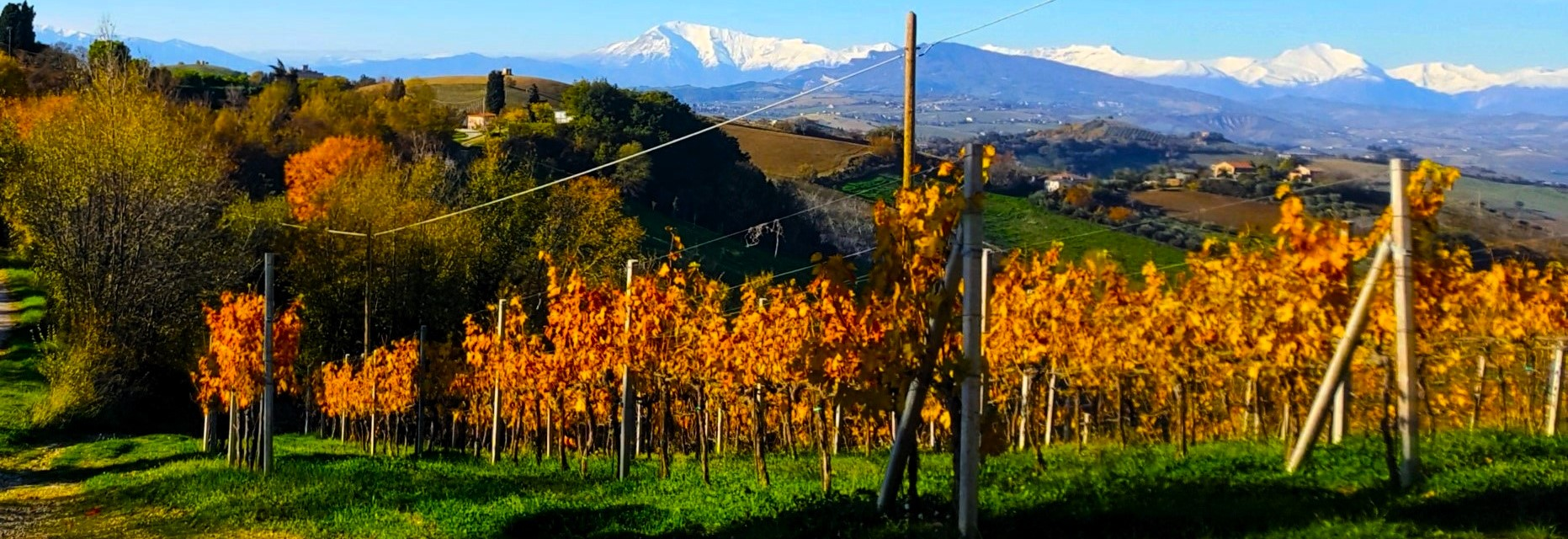
Dall'entroterra sambenedettese si scorge il versante marchigiano dei Sibillini

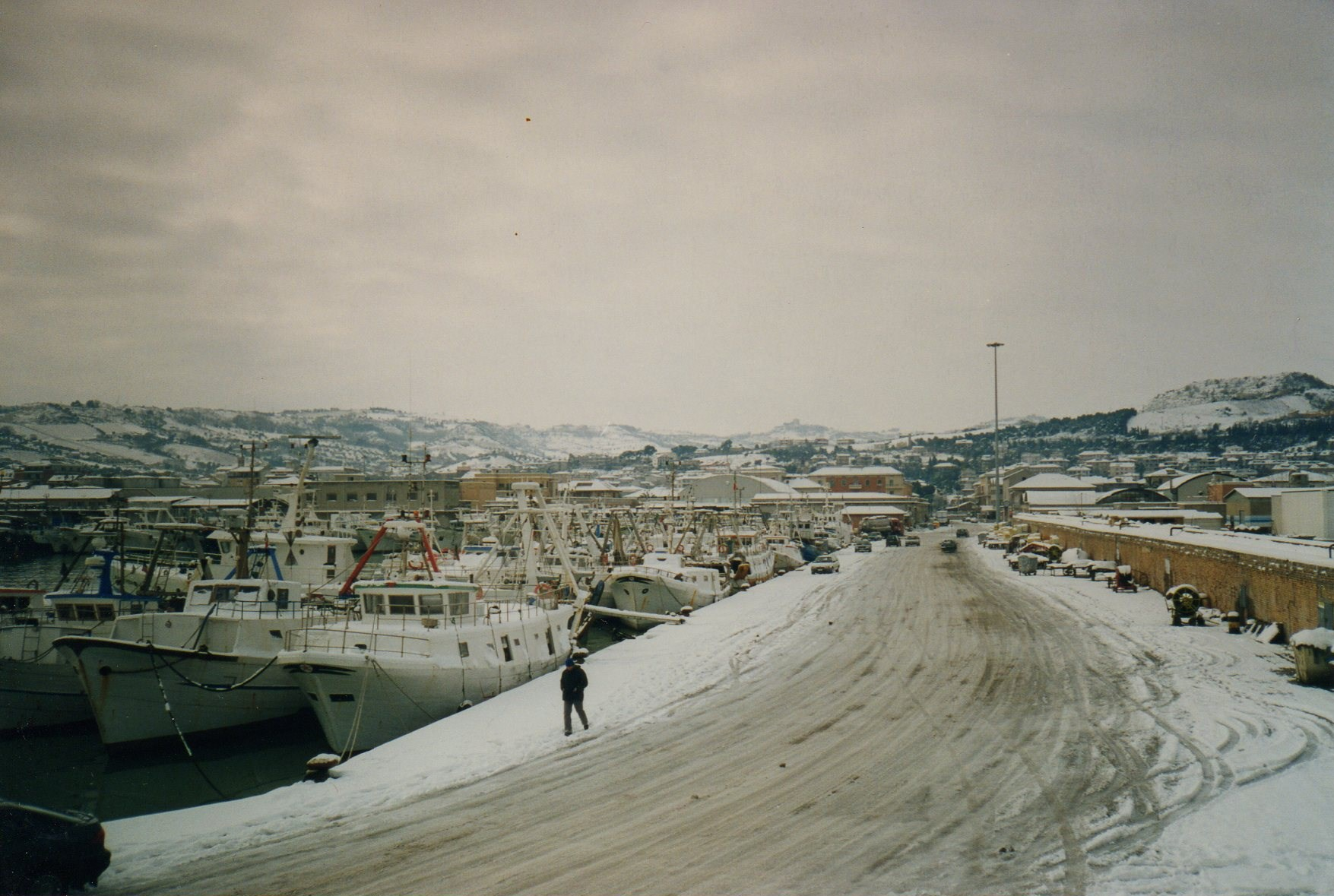
Banchina di riva nord "Malfizia" del porto innevata

San Benedetto gode di un clima mediterraneo particolarmente benigno, con inverni miti (7 °C circa di media stagionale), nonostante la poca distanza dai monti Monti Sibillini, e sono moderatamente piovosi, ma la neve non di rado fa la sua comparsa, riuscendo periodicamente anche a coprire la città con un moderato manto di coltre bianca. Questo evento viene favorito per l'instaurarsi di una depressione attiva sullo ionio, che richiama aria gelida dai Balcani. Nei mesi compresi fra dicembre e febbraio la costa sambendettese, come tutta la costa adriatica, è sotto influsso di correnti da nordest o da est, dal Buran, tipico vento della bassopiano sarmatico, portano freddo e gelo caratterizzato da discreti accumuli di neve sulle coste. La nevicata del 12 marzo 1956 e la relativa ondata di freddo rappresentano un evento meteorologico di particolare rilevanza, fu denominato il “nevone”. Altri fenomeni nevosi di rilevata importanza vi furono nel gennaio 1985 e 1986, alle recenti nevicate del 2012, 2018, Le estati calde, ma non afose (23 °C circa di media stagionale), raramente si superano temperature massime oltre i 32 °C. La temperatura media annua è di circa 15 °C mentre le precipitazioni sono generalmente comprese fra i 700 e gli 800 mm.
| Mese                | Mesi | Mesi | Mesi | Mesi | Mesi | Mesi | Mesi | Mesi | Mesi | Mesi | Mesi | Mesi | Stagioni | Stagioni | Stagioni | Stagioni | Anno |
| Mese                | Gen  | Feb  | Mar  | Apr  | Mag  | Giu  | Lug  | Ago  | Set  | Ott  | Nov  | Dic  | Inv      | Pri      | Est      | Aut      | Anno |
| ------------------- | ---- | ---- | ---- | ---- | ---- | ---- | ---- | ---- | ---- | ---- | ---- | ---- | -------- | -------- | -------- | -------- | ---- |
| T. max. media (°C)  | 9,4  | 11,1 | 13,7 | 17,5 | 21,6 | 25,9 | 29,0 | 28,6 | 25,2 | 20,3 | 15,2 | 11,5 | 10,7     | 17,6     | 27,8     | 20,2     | 19,1 |
| T. media (°C)       | 6,2  | 7,4  | 9,8  | 13,2 | 17,2 | 21,3 | 24,0 | 23,6 | 20,6 | 16,3 | 11,8 | 8,2  | 7,3      | 13,4     | 23,0     | 16,2     | 15,0 |
| T. min. media (°C)  | 3    | 3,8  | 6,0  | 9,0  | 12,8 | 16,8 | 19,0 | 18,7 | 16,1 | 12,3 | 8,5  | 4,9  | 3,9      | 9,3      | 18,2     | 12,3     | 10,9 |
| Precipitazioni (mm) | 63   | 52   | 63   | 60   | 51   | 51   | 42   | 56   | 71   | 82   | 86   | 80   | 195      | 174      | 149      | 239      | 757  |

* Classificazione climatica: zona D

### Alluvioni
Il territorio comunale è soggetto ad alluvioni, negli ultimi decenni ha subito ingenti danni e distruzione.
- Alluvione del 1897 — Il 24 Ottobre le piogge gonfiarono il Fiume Tronto, dopo ore di abbondanti piogge cadute ruppe gli argini, riversando il flusso del fiume per le strade della località Porto d'Ascoli, all'epoca frazione del comune di Monteprandone, causando ingenti danni agli edifici e alle infrastrutture.[26]
- Alluvione del 1898 — A distanza di pochi mesi dall'alluvione che colpì la località di Porto d'Ascoli, il 24 luglio il torrente Albula esondò, le piogge portarono a gonfiare le acque del torrente nella zona rurale di San Benedetto, dove la forza delle acque ruppe il ponte che divenne una vera e propria diga, causando danni irreparabili agli edifici e alla vecchia chiesa Santa Maria della Marina oggi Cattedrale di Santa Maria della Marina.[26]
- Alluvione  del 1970 — Il 15 ottobre a seguito di un violento e prolungato nubifragio, le acque del torrente Albula tracimarono dal suo alveo e causarono gravi danni alla città. L'esondazione dell'Albula causò la morte di un cittadino, che cercava di salvare il suo allevamento, e decine di feriti. A seguito di questi eventi l’asta fluviale che scorre nel territorio locale è stata cementificata con innalzamento degli argini.[28][29][30]
- Alluvione del 1992 — Il 10 aprile dopo le incessanti piogge, che colpirono tutta la zona della provincia di Ascoli Piceno, ci fu l'esondazione del fiume Tronto, la località di Porto d'Ascoli fu completamente inondata, colpendo in particolar modo i quartieri Sentina, Porto d'Ascoli Centro e Ragnola. I danni furono molto gravi, numerose fabbriche, negozi e abitazioni di Porto d’Ascoli furono sommerse dall’acqua.[31][32]
- Allagamenti del 2024:
  - 19 agosto — allagamenti e criticità in varie zone della città, si sono verificati dopo un forte temporale. Le zone più colpite sono circoscritte nei quartieri Marina centro, Marina di sotto e Ragnola.[33]
  - 19 settembre — il passagio di una forte pertubazione ha causato lo straripamento dell'Albula nel quartiere Ponterotto, nei pressi dei confini amministrativi di San Benedetto del Tronto e Acquaviva Picena. Si sono verificati allagamenti e danni.[34][35]

## Caratteristiche geo-sismologiche
Il luogo dove sorge San Benedetto del Tronto rientra in una zona a sismicità medio-alta, classificata di livello 2 dalla Protezione civile.La sismicità della zona del Mar Adriatico è frequente, la vicinanza dall'Appennino umbro-marchigiano, dove vi è la presenza di numerose faglie attive, in tempi recenti si sono verificati eventi sismici distruttivi, come nel 1997 e 2016-2017, il comune di San Benedetto del Tronto è passato dalla zona sismica 3 alla zona sismica 2 con deliberazione della Giunta Regionale n. 1142 del 19 settembre 2022. Il 16 agosto 1882 vi fu un evento sismico, con una magnitudo stimata pari 5.2 della scala Richter, da segnalare un evento sismico, avvenuto in mare a poca distanza dalla costa, in data 9 giugno 2022 con una magnitudo stimata di 4.1 della scala Richter.I terremoti accaduti in zona e nelle vicinanze hanno causato danni leggeri a edifici religiosi e civili.

## Geografia antropica

L'urbanizzazione della zona bassa della città

La città presenta un nucleo antico, il Paese alto, su un modesto rilievo a poca distanza dal mare, ai piedi del quale si sviluppa l'abitato originario della parte più recente, la "Marina". Questa è attraversata dal corso del torrente Albula e si è sviluppata con gli anni fino al fiume Tronto, a nord si salda con il quartiere Ischia di Grottammare, con la quale costituisce un unico agglomerato urbano.
A sudovest seguendo l'argine del fiume Tronto si fonde con la frazione Centobuchi di Monteprandone. Con i comuni limitrofi di Acquaviva Picena, Grottammare, Cupra Marittima, Monteprandone e Martinsicuro quest'ultimo in provincia di Teramo, si configurano come un'unica entità urbana, non essendovi soluzione di continuità tra gli abitati, di oltre 100 mila abitanti in poco più di 123 km².

### Storia dell'urbanistica
È del 1615 la testimonianza di una prima espansione fuori dalle mura, verso il mare, con la costruzione di una chiesetta dedicata alla Madonna della Marina in corrispondenza del luogo dove oggi è situata piazza Cesare Battisti in prossimità del vecchio Palazzo Municipale.

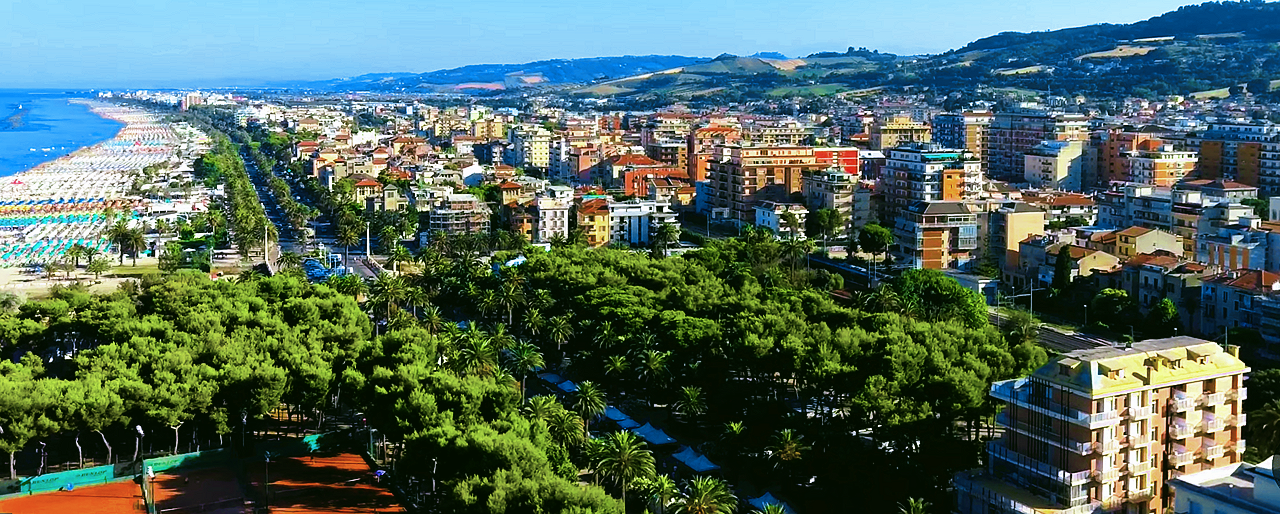
Il litorale sambendettese, la spiaggia, parte della città e le colline

Lo sviluppo demografico del Castro Sancti Benedicti (Castello di San Benedetto) e, successivamente al 1860 con Regio Decreto, di San Benedetto del Tronto, non può che rassomigliare a quello di tanti altri centri rivieraschi dell'Adriatico.
Il XVIII secolo è il secolo nel quale la popolazione sanbenedettese inizia a uscire dal sovraffollato quartiere Castello (oggi Paese Alto) dopo aver invaso con le nuove costruzioni lo spazio di rispetto delle mura fortificate e talvolta scavalcate queste verso i giardini sottostanti, accompagnato dall'espansione lungo e al di sotto della strada “Lauretana” (poi statale 16) indi dei "paiarà".
Si sviluppava in orizzontale di piccole dimensioni, costituita del solo piano terra e solitamente monolocale, la cosiddetta casa bassa è quella che veniva costruita dai Sambenedettesi. Le case basse hanno una forma di pagliari, da qui il nome di “Pajarà” (toponimo del primo insediamento sviluppatosi sulle terre sottratte al mare, che deve il proprio significato da quelle case costruite con paglia impastate con argilla) dato a un quartiere caratteristico situato nel cuore della parte bassa del paese, ovvero la zona della "La Marina".
Il restante territorio della marina è ancora inabitabile a causa degli acquitrini che vi si sono formati con il ritirarsi della costa e la campagna vede solo rare case coloniche. In prosieguo di tempo, con la relativa conquista e bonifiche delle terre alla marina, buona parte delle circa 5 000 anime che costituivano la popolazione sambenedettese nel 1850, abitavano già nella loro maggioranza nel quartiere Marina che arricchiva la nomenclatura delle contrade portandola da nove a dodici.

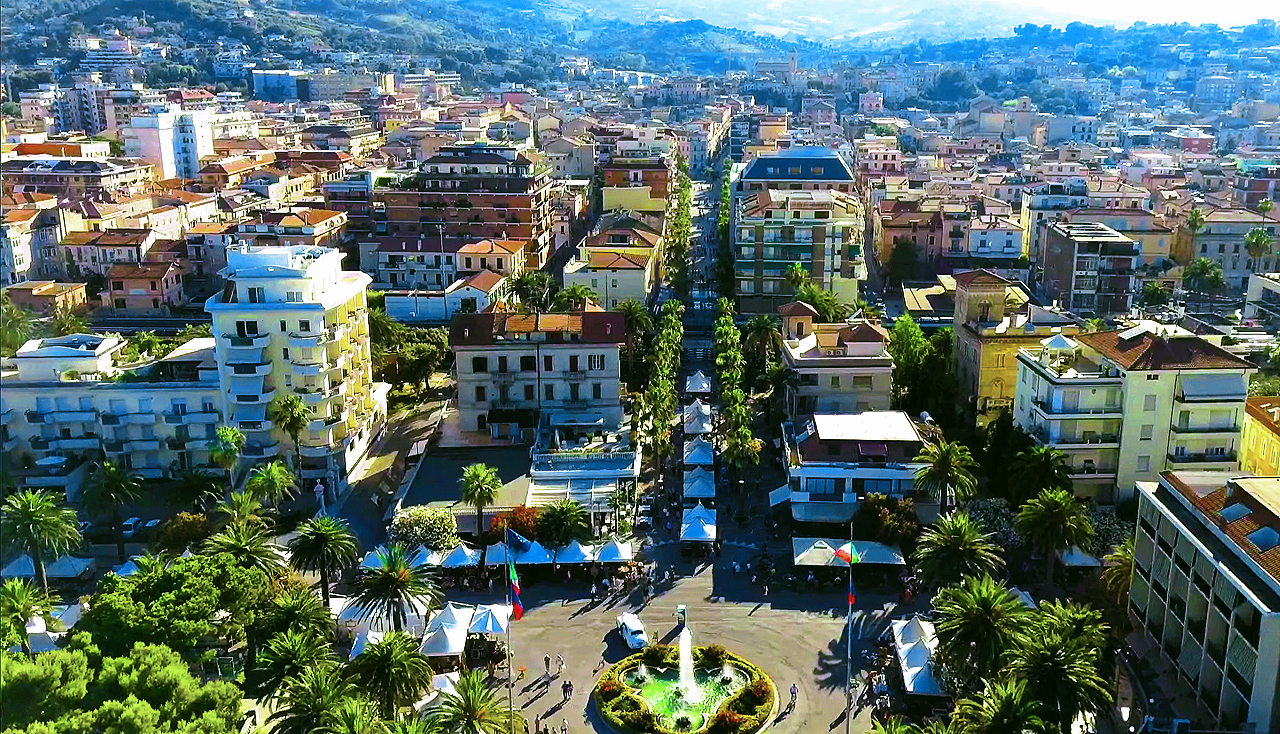
Vista panoramica del centro cittadino di San Benedetto del Tronto: Piazza Carlo Giorgini (in basso) e Viale Secondo Moretti (al centro)

Sono soprattutto i pescatori, i calafati, gli sciabicotti, i pescivendoli e i facchini di marina che per una maggiore comodità professionale si insediano al di sotto della Strada detta Lauretana. Il centro sociale, civile e di conseguenza economico non è più individuabile all'interno delle mura del Castello, ove la maggior parte dei residenti ora sono pochi artigiani con le loro botteghe, i benestanti, e alcuni possienti agricoli. Qualche marinaio abita ancora nel quartiere Castello, ma ciò rappresenta un'eccezione rispetto alla maggioranza che occupa lo spazio sotto le mura orientali.
Nel 1935, mediante regio decreto, in attuazione dell'esito di un referendum dove l'80% dei cittadini di Porto d’Ascoli che è il primo atto previsto dalla legge per iniziare la pratica di separazione da Monteprandone. Il decreto di separazione e aggregazione controfirmato da Benito Mussolini porta la data del 16 luglio 1935, la frazione di Porto d'Ascoli fu staccata dal comune di Monteprandone e annessa al comune di San Benedetto del Tronto. L'accorpamento, che avvenne dopo molti vani tentativi precedenti, fu determinato da motivi di convenienza territoriale: San Benedetto infatti era all'epoca in piena espansione e aveva bisogno di spazio per il proprio sviluppo. Rimase frazione fino al 1961, anno in cui viene ufficialmente incorporata al nucleo urbano di San Benedetto del Tronto dall'ISTAT (in occasione del Censimento), divenendone parte integrante.
Il dopoguerra, vede un ritorno allo sviluppo dell'urbanistica cittadina. L'urbanizzazione della "Marina" si espande a sud dell'Albula. Durante il periodo del boom economico, vede la nascita un nutrito numero di palazzine che variano da 10 a 14 piani, nasce così l'attuale Viale Alcide De Gasperi, un ampio viale lungo circa un chilometro, con due corsie nord-sud e sud-nord, contornata da nemerose attività commerciali. Gli abitanti passano da 31 274 del 1961 a 42 014 del 1971, l'urbanizzazione del lungomare cittadino, già urbanizzato a metà del XIX secolo, nel tratto iniziale con civili abitazioni, in maggioranza villini in stile Liberty, inizia a svilupparsi con l'apertuta di nuove attività ricettive alberghi e stabilimenti balneari. Col cospicuo sviluppo della ricettività alberghiera, 120 strutture nel 1977, San Benedetto si impone come come prima località per presenze turistiche delle Marche e tra le più importanti dell'Adriatico, oltre alla attività della 
pesca, che ne fanno il primo porto peschereccio della penisola assieme a Mazara del Vallo. Negl'anni recenti questo primato è andato perso a causa la dismissione delle attività, ed a un non ricambio generazionale, che ne fanno oggi comunque uno dei poli pescherecci fra i più importanti d'Italia. Nel corso degli ultimi decenni, a San Benedetto del Tronto la capienza ricettiva si è ridotta notevolmente, in quanto gli alberghi in attività sono passati dai 132 degli anni novanta ai 79 di oggi. Al contrario sono aumentate molto le seconde case di proprietà.

### Quartieri e zone

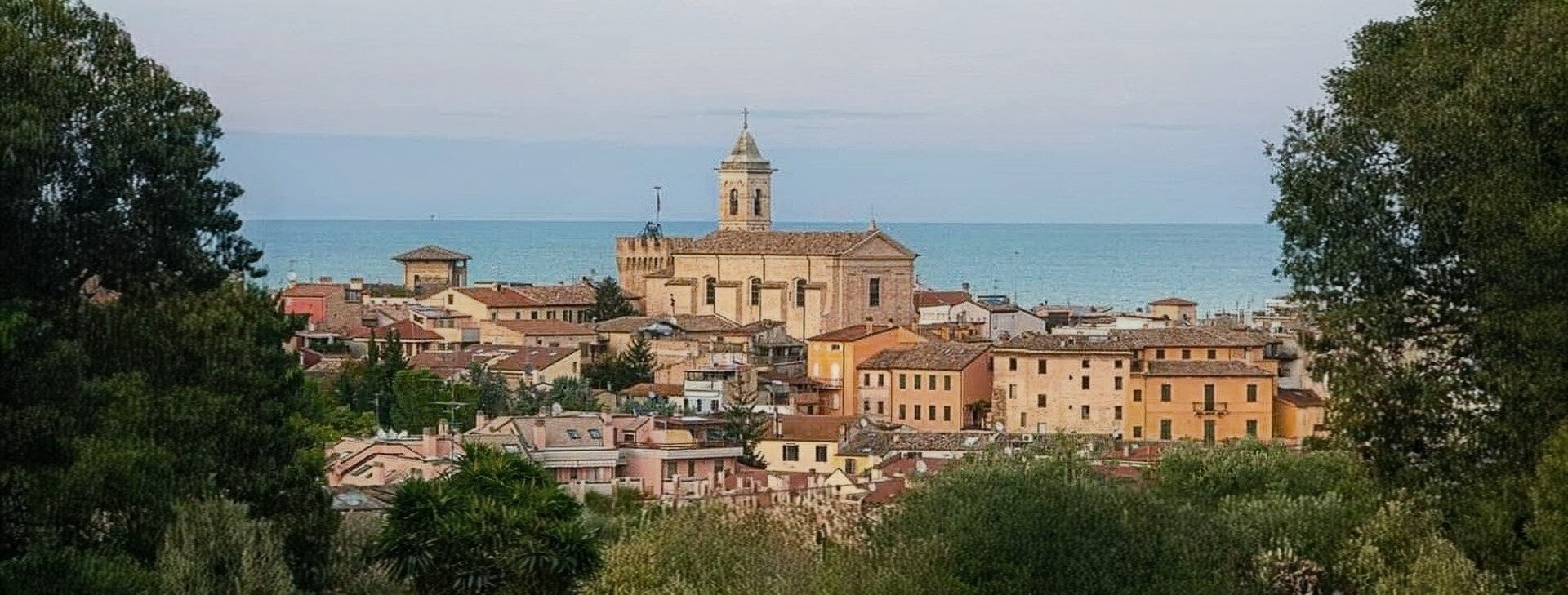
Vista del Paese Alto, già quartiere Castello

La prima mappa dei quartieri cittadini risale al 1967, riportata dal giornale Riviera Oggi, in quel periodo era suddivisa in 13 quartieri:
- Castello,
- Col dei pini,
- Marina,
- Porto,
- Verde riviera,
- Giardino,
- Rialto,

- Prati,
- Belvedere di Santa Lucia,
- Ragnola,
- Tronto marina,
- Truentino,
- Salario.

Oggi San Benedetto del Tronto è suddivisa in 3 zone e in 16 quartieri:
- Agraria,
- Albula centro,
- Europa,
- Fosso dei Galli,
- Mare,
- Marina centro,

- Marina di sotto,
- Paese Alto,
- Ponterotto,
- Porto d'Ascoli centro,
- Ragnola,

- Salaria,
- San Filippo Neri,
- Sant'Antonio da Padova,
- Santa Lucia,
- Sentina.

| Zone             | I quartieri compresi dentro le zone                                                                       | Popolazione |
| ---------------- | --- | ----------- |
| Zona nord        | Paese Alto, Ponterotto e San Filippo Neri                                                                 | 9.352       |
| Zona centro-mare | Albula centro, Europa, Mare, Marina centro, Marina di Sotto, Ragnola, Sant'Antonio, Santa Lucia e Sentina | 28.769      |
| Zona sud         | Agraria, Fosso dei Galli, Porto d'Ascoli e Salaria                                                        | 9.237       |
| Totale comune    | - | 47.358      |

I dati della popolazione residente nel Comune di San Benedetto del Tronto al 31 dicembre 2017.